# Kehmstedt
Kehmstedt is een gemeente in de Duitse deelstaat Thüringen, en maakt deel uit van de Landkreis Nordhausen.
Kehmstedt telt 453 inwoners. De stad Bleicherode is de zogenaamde vervullende gemeente voor Kehmstedt, dat houdt in dat die stad de bestuurstaken uitvoert.
Bleicherode · Ellrich · Etzelsrode · Friedrichsthal · Görsbach · Großlohra · Hainrode/Hainleite · Harztor · Heringen/Helme · Hohenstein · Kehmstedt · Kleinbodungen · Kleinfurra · Kraja · Lipprechterode · Niedergebra · Nohra · Nordhausen (stad) · Sollstedt · Urbach · Werther · Wipperdorf · Wolkramshausen